# Korfu-Kanal-Zwischenfall

Die Straße von Korfu, durchzogen von der griechisch-albanischen Grenze

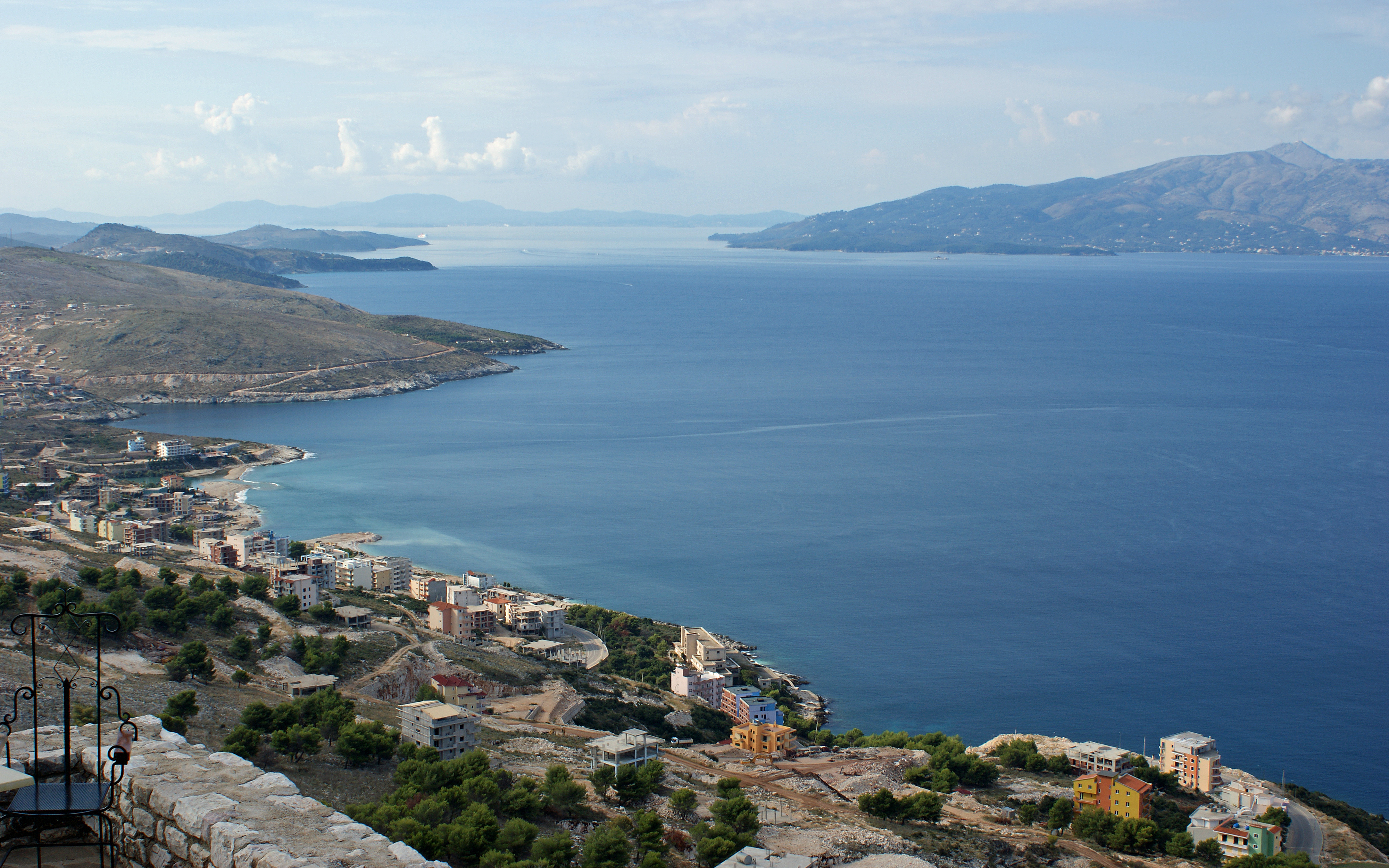
Die Straße von Korfu heute von Norden mit Saranda im Bild links und Korfu rechts

Als Korfu-Kanal-Zwischenfall werden drei unabhängige Vorfälle bezeichnet, bei denen Schiffe der Royal Navy in der Straße von Korfu im Jahr 1946 zu Schaden kamen. Die Royal Navy hatte dabei die höchsten Verluste an Menschenleben seit dem Zweiten Weltkrieg zu beklagen. Der Zwischenfall gilt als frühe Episode des Kalten Kriegs.
Während des ersten Zwischenfalls wurden Schiffe der Royal Navy von albanischen Festungsanlagen beschossen. Beim zweiten Zwischenfall wurden Schiffe der Royal Navy durch Seeminen beschädigt, wobei 44 britische Seeleute ums Leben kamen. Der dritte Zwischenfall geschah, als die Royal Navy in der Straße von Korfu in albanischen Hoheitsgewässern Seeminen räumte, was Proteste der albanischen Regierung bei den Vereinten Nationen auslöste. Diese Abfolge von Zwischenfällen führte zum Korfu-Kanal-Fall, eine Klage des Vereinigten Königreichs gegen die Sozialistische Volksrepublik Albanien vor dem Internationalen Gerichtshof. Wegen des Zwischenfalls brach London 1946 die Gespräche mit Tirana über die Errichtung diplomatischer Beziehungen ab. Erst im Jahr 1991 nahmen die beiden Staaten diplomatische Beziehungen auf.

## Ablauf

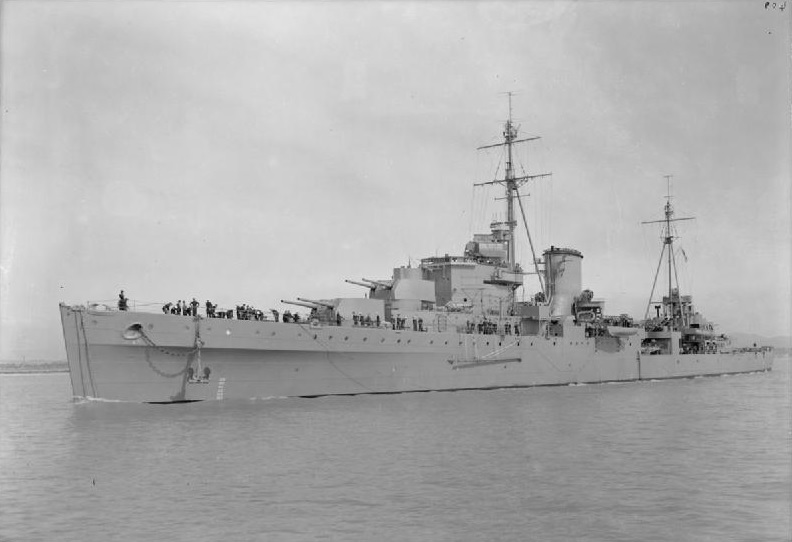
Die HMS Orion wurde beim ersten Zwischenfall beschossen

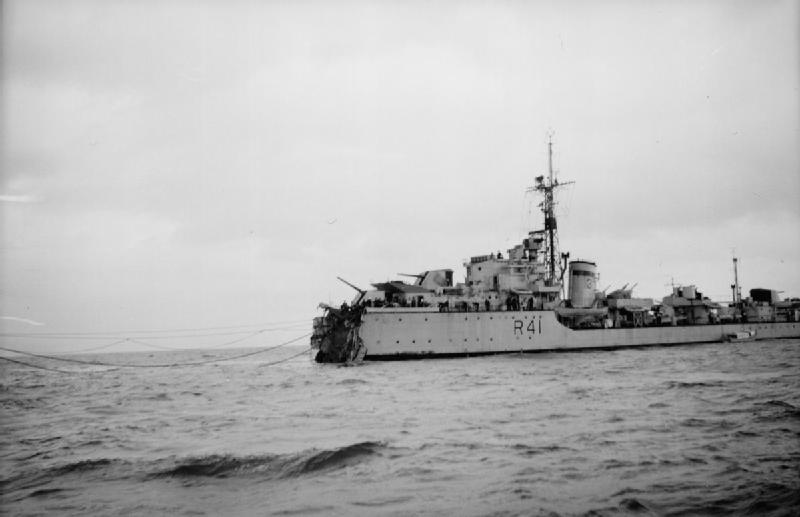
Die beschädigte HMS Volage nach dem zweiten Zwischenfall

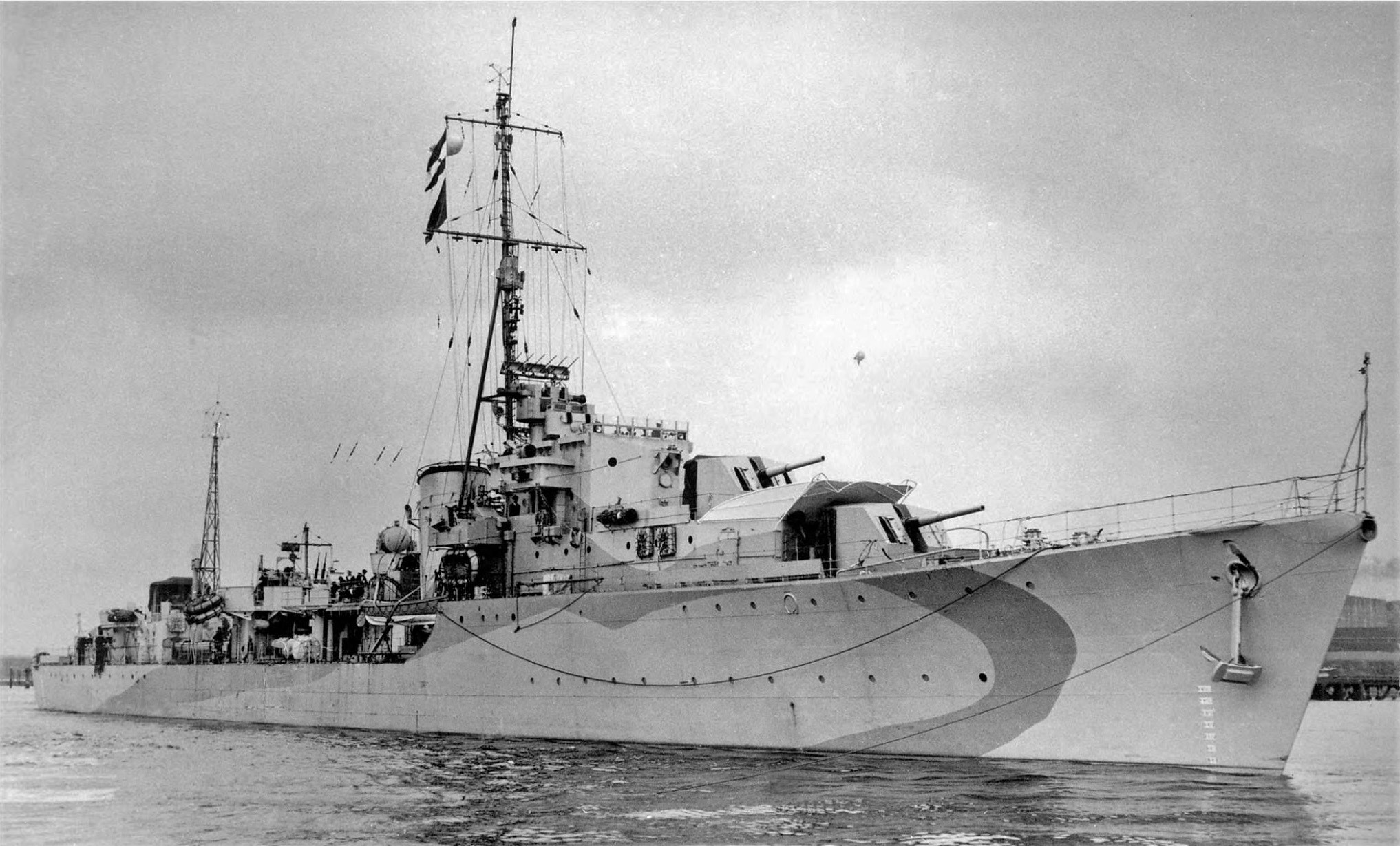
Die HMS Saumarez wurde beim zweiten Zwischenfall am stärksten beschädigt und hatte die meisten Opfer zu verzeichnen

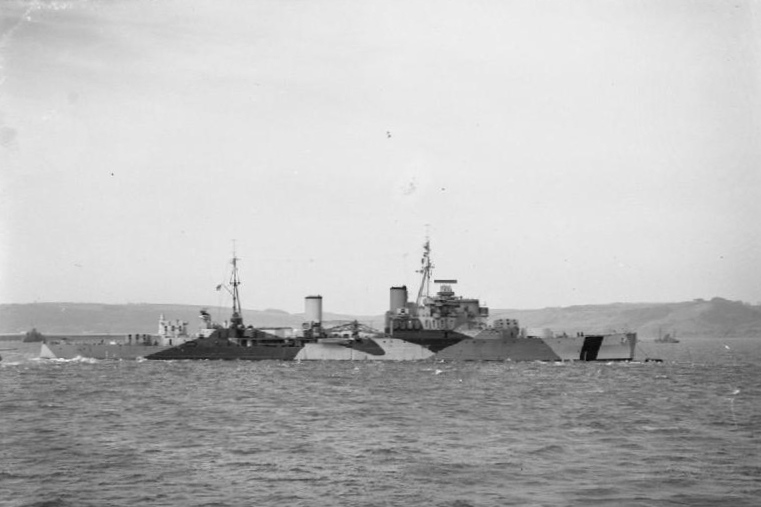
Der Leichte Kreuzer HMS Mauritius war beim zweiten Zwischenfall zugegen

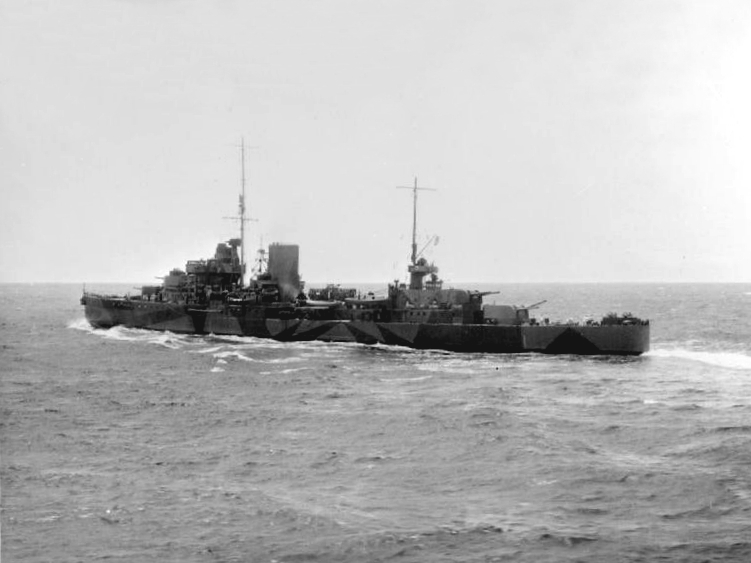
Der Leichte Kreuzer HMS Leander gehörte ebenfalls zur Flottille des zweiten Zwischenfalls

### Beschuss am 15. Mai 1946
Der Zwischenfall begann am 15. Mai 1946, als die beiden Schiffe Orion und Superb der Royal Navy die Straße von Korfu durchfuhren, die zuvor inspiziert und geräumt worden war. Während der Durchfahrt wurden sie von Festungsanlagen an der albanischen Küste unter Beschuss genommen. Auch wenn die Schiffe nicht beschädigt wurden und niemand verletzt wurde, forderte Großbritannien formell von der albanischen Regierung eine sofortige und öffentliche Entschuldigung. Diese Entschuldigung blieb hingegen aus, und die albanische Regierung behauptete, dass die britischen Schiffe in albanische Gewässer eingedrungen seien. Man habe die Schiffe nicht als britische erkannt, sie hätten erst nach dem Beschuss Flagge gehisst. Die Albaner schrieben am 21. Mai nach London, dass man hoffe, dieser bedauernswerte Vorfall trübe nicht die Beziehungen zum Alliierten Großbritannien und verhindere nicht den Aufbau der diplomatischen Beziehungen und den weiteren Ausbau der Freundschaft.
Am 17. Mai informierte der albanische Generalstab, dass kein Schiff die albanischen Territorialgewässer passieren solle, ohne dies vorher angekündigt und hierfür die Erlaubnis erhalten zu haben, was von den Briten als inakzeptabel zurückgewiesen wurde. Man rechtfertigte dieses Vorgehen durch die griechische Erklärung, im Kriegszustand mit Albanien zu sein, und das Eindringen griechischer Schiffe in albanische Gewässer. Der Albanologe Owen Pearson bezeichnete die albanischen Befürchtungen vor einer griechischen Invasion in Südalbanien als durchaus gerechtfertigt.

### Havarien durch Seeminen am 22. Oktober 1946
Der zweite Zwischenfall war mit Abstand der schwerwiegendste. Am 22. Oktober 1946 wurde eine Flottille der Royal Navy bestehend aus den Kreuzern Mauritius und Leander und den Zerstörern Saumarez und Volage nach Norden durch die Straße von Korfu beordert mit dem ausdrücklichen Befehl, die albanische Reaktion auf die Inanspruchnahme des Rechts der friedlichen Durchfahrt zu testen. Die Besatzungen hatten den Auftrag, bei einem Angriff zurückzuschießen.
Die Schiffe passierten nahe der albanischen Küste in einer Zone, die als minenfrei eingeschätzt worden war. HMS Mauritius führte die Flottille an, die HMS Saumarez folgte ihr dicht. HMS Leander und HMS Volage lagen etwa drei Kilometer zurück. Nahe der Bucht von Saranda lief die HMS Saumarez um 14:53 Uhr auf eine Mine. Dabei wurde das Schiff mittschiffs unter der Brücke schwer beschädigt und im Öltank brach Feuer aus. Der etwa anderthalb Kilometer entfernte Zerstörer HMS Volage erhielt den Auftrag, die HMS Saumarez in den Hafen von Korfu zu schleppen.
Um 16:31 Uhr lief die HMS Volage ebenfalls auf eine Mine auf und wurde schwer beschädigt. Von der HMS Volage wurde der Bug komplett weggesprengt. Trotz der Beschädigungen und des ausgebrochenen Feuers nahm sie die HMS Saumarez in Schlepp, musste aber mit dem Heck voraus fahren, wobei die Schleppfahrt von ungünstigen Wetterbedingungen in der Meeresenge weiter erschwert wurde. Nach zwölf Stunden erreichten beide Schiffe den Hafen von Korfu. 44 Mann starben bei diesen Havarien, und 42 wurden verletzt. Von den 44 Toten gehörten 31 zur Besatzung der HMS Saumarez – wovon viele durch das Feuer ums Leben kamen – und acht zur HMS Volage; von den restlichen fünf ist unklar, auf welchem Schiff sie waren. Großbritannien gewährte allen Kriegsversehrten und Witwen der Toten volle Militärrenten.
Die HMS Saumarez war im Gegensatz zur HMS Volage so stark beschädigt, dass sie nicht mehr repariert werden konnte. Sie wurde 1950 in Charlestown bei Rosyth abgewrackt. Die albanischen Küstengeschütze feuerten während dieses Zwischenfalls nicht. Ein Schiff der albanischen Marine, das die albanische Flagge und eine weiße Fahne gehisst hatte, näherte sich dem Schauplatz.

### Operation Retail am 12. und 13. November 1946
Der dritte und letzte Zwischenfall ereignete sich am 12. und 13. November 1946, als die Royal Navy eine erneute Minenräumungsaktion in der Straße von Korfu durchführte, die den Codenamen Operation Retail trug. Die Minenräumaktion wurde in albanischen Territorialgewässern unter dem Kommando des Allied Commander-in-Chief Mediterranean durchgeführt. Die Aktion war nicht durch die albanischen Behörden genehmigt und sie hatte zudem den Zweck, die Minen als corpora delicti zu verwenden, die beweisen sollten, dass die Briten mit dem Recht auf Selbstverteidigung handelten, wenn sie die Schifffahrt gefährdende Objekte entfernten. Beim britischen Verband befand sich ein französischer Beobachtungsoffizier, der vom Mediterranean Zone Board eingeladen worden war. Ein Flugzeugträger, Kreuzer und weitere Kriegsschiffe gaben Begleitschutz. 22 Kontaktminen wurden geortet und von ihren Vertäuungen unter Wasser getrennt. Die Lage der Minen ließ darauf schließen, dass das Minenfeld ganz bewusst angelegt worden war und es sich nicht um eine zufällige Ansammlung einzelner Minen handelte. Zwei der entfernten Minen wurden für weitere Untersuchungen nach Malta geschickt. Dort stellte man fest, dass sie aus dem Deutschen Reich stammten, aber frei von Rost oder Bewuchs durch Wasserpflanzen waren. Sie waren frisch bemalt, und die Ankerkabel waren frisch geschmiert. Man schloss daraus, dass das Minenfeld kurz vor dem zweiten Zwischenfall gelegt worden war. Analysierte Minenfragmente von der HMS Volage bestätigten, dass diese Minen ähnlich mit den auf Malta untersuchten waren.
Albanien beschwerte sich nach dem Ereignis in einem Telegramm bei den Vereinten Nationen über die Verletzung seiner Küstengewässer durch die Royal Navy.

## Folgen

### Verfahren vor dem UNO-Sicherheitsrat
Am 9. Dezember 1946 schickte Großbritannien eine Note an die albanische Regierung, in der es Albanien beschuldigte, die Minen gelegt zu haben, und Entschädigung für die Zwischenfälle im Mai und Oktober verlangte. Großbritannien verlangte eine Antwort innerhalb von zwei Wochen und erklärte, dass im Falle einer ablehnenden Antwort die Angelegenheit dem Sicherheitsrat der Vereinten Nationen vorgelegt werden würde. In einem Antwortschreiben, das in London am 21. Dezember 1946 einging, wies die albanische Regierung alle britischen Vorwürfe von sich und erklärte, dass der Zwischenfall auf Machenschaften anderer Staaten zurückzuführen sei, die keine Normalisierung der anglo-albanischen Verhältnisse wünschten, und dass vor Kurzem Schiffe aus Griechenland und anderen Staaten in das Gebiet, wo die Minen gefunden worden sind, eingedrungen seien. Man habe von der Existenz des Minenfelds nichts gewusst und verfüge nicht über die notwendigen Mittel, die Seeminen legen zu können. Erneut wurde die wiederholte Verletzung der Küstengewässer und des Luftraums beklagt. Albanien treffe keine Schuld und es könne deshalb keine Entschädigung zahlen. Obwohl man den Vorfall bedaure, könne man sich hierfür folglich auch nicht entschuldigen.
Die britische Regierung war mit der Antwort nicht zufrieden und brachte die Angelegenheit Anfang 1947 als eine Bedrohung des Weltfriedens vor den Sicherheitsrat, wo Hysni Kapo als enger Vertrauter Enver Hoxhas und stellvertretender Außenminister Albanien vertrat. Am 25. März 1947 scheiterte eine Resolution des Sicherheitsrats, die es als unglaubhaft ansah, dass ein – widerrechtliches – Minenfeld in unmittelbarer Nähe zur albanischen Küste ohne Albaniens Wissen gelegt werden konnte, und den beiden Staaten vorschlug, basierend auf dieser Ansicht den Disput zu regeln, am Veto des sowjetischen Vertreters Andrei Andrejewitsch Gromyko.

### Klage am Internationalen Gerichtshof

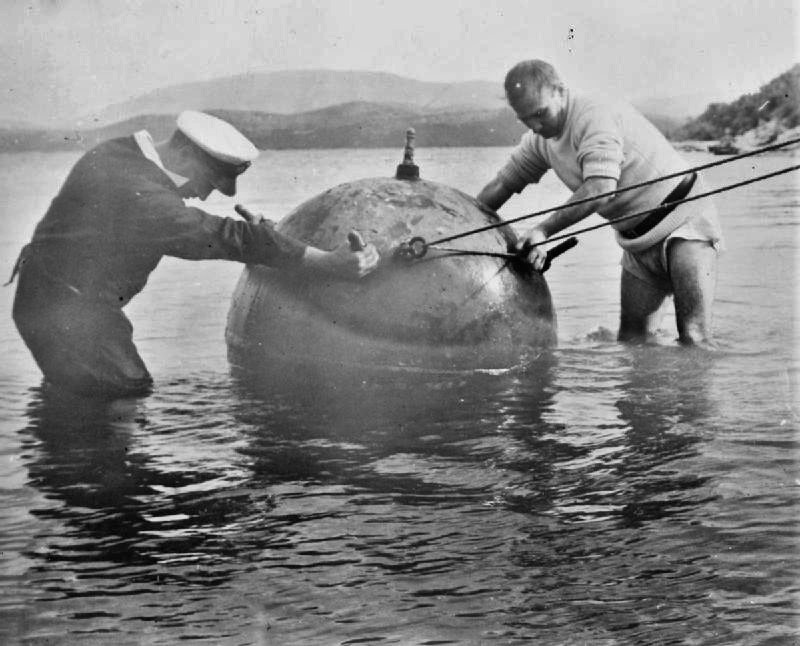
Britische Offiziere bergen Minen aus dem Korfu-Kanal (Dezember 1946).

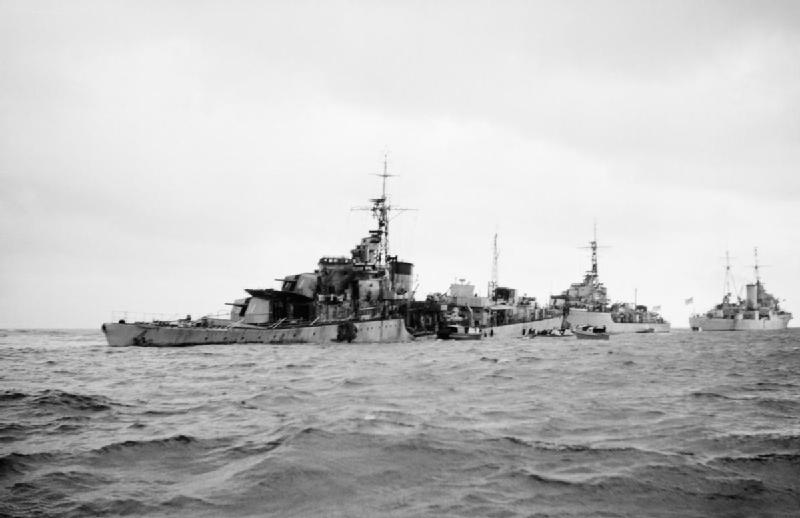
HMS Saumarez kurz nach dem Auflaufen auf eine Mine

Die britische Regierung reichte Mitte Mai 1947 Klage beim Internationalen Gerichtshof ein, da sich Albanien nicht verhandlungsbereit zeige. Es handelte sich um den ersten Fall, in dem der Internationale Gerichtshof ein Urteil fällte. Er gab mit Urteil vom 9. April 1949 Großbritannien im Wesentlichen Recht und sprach mit Urteil vom 15. Dezember 1949 Großbritannien eine Entschädigung von 843.947 £ zu. Es vertrat den Standpunkt, dass Albanien – unabhängig davon, wer die Minen gelegt hatte – eine solche Aktion hätte bemerken müssen, da das Minenfeld so nahe vor der eigenen Küste lag. Somit hatte Albanien es versäumt, die Briten und andere vor der Gefahr auf diesem internationalen Schifffahrtsweg zu warnen.
Der Korfu-Kanal-Fall begründete, dass Staaten dem Grundsatz der erdrückenden Beweislast (preponderance of the evidence) gerecht werden müssen, um sich vor dem Internationalen Gerichtshof durchsetzen zu können. Der Gerichtshof wies das Selbstverteidigungsargument des Vereinigten Königreichs zurück und erklärte, dass die Minenräumungsaktion Operation Retail der Briten ohne eine vorangegangene Zustimmung Albaniens nicht rechtens war.
Die albanische Regierung weigerte sich, die vom Gericht zuerkannte Entschädigung zu zahlen. Als Vergeltungsmaßnahme beschlagnahmten die Briten 1574 Kilogramm Gold, das Albanien gehörte. Das während des Zweiten Weltkriegs von den Achsenmächten aus Rom geraubte Gold lagerte auf Konten der Bank of England, nachdem es wiedergefunden worden war, und wurde von einer amerikanisch-britisch-französischen Kommission im Jahr 1948 Albanien zugesprochen.
Mit dem Ende des Kalten Krieges kam 1991 das Ende der Sozialistischen Volksrepublik Albanien. Am 29. Mai 1991 nahmen das Vereinigte Königreich und Albanien diplomatische Beziehungen auf. Kurz zuvor hatten am 8. Mai 1991 die beiden Staaten erklärt, dass sie sich im Korfu-Kanal-Fall geeinigt hätten. Beide Staaten drückten ihr Bedauern über den Zwischenfall am 22. Oktober 1946 aus. Erst 1996 wurde das Gold nach langen Verhandlungen an Albanien zurückerstattet, das zuvor zustimmte, eine Summe von 2.000.000 $ an Reparationen zu zahlen.
Enver Hoxha schrieb in seinen Memoiren über sein erstes Treffen mit Josef Stalin, dass die ganze Angelegenheit von den Briten als Ausrede für militärische Eingriffe im Kreis Saranda ausgeheckt worden war.
2009 fanden Unterwasserarchäologen im Schlamm in der Bucht von Saranda auf rund 50 m Tiefe den vermeintlichen Bug der HMS Volage. Der Fundort des Bugs lediglich 1200 Meter von der Küste bei Saranda ließ albanische Autoren daran zweifeln, ob die Schiffe wirklich dem von den Briten angegebenen und dem vom IGH angenommenen Kurs gefolgt waren. Der Fundort ließ eher darauf schließen, dass die britischen Schiffe fernab des internationalen Schifffahrtswegs in albanischen Gewässern unterwegs waren.
Zuvor als geheim qualifizierte Dokumente aus albanischen und britischen Archiven, die sechzig oder mehr Jahre nach dem Ereignis eingesehen werden konnten, zeigen, dass beide Seiten nicht nur die Wahrheit gesagt haben und eine Mitschuld an den Ereignissen hatten. Die Minenfelder wurden zum Schutz der albanischen Küste in Zusammenarbeit mit Jugoslawien angelegt. Die britischen Kriegsschiffe hingegen hatten – weit über die Inanspruchnahme des Rechts auf friedliche Durchfahrt hinaus – den Auftrag, am 22. Oktober tief in albanische Gewässer einzudringen, um die albanische Reaktion zu testen. Flugzeuge waren bereit, um die Schiffe bei einem allfälligen Gegenfeuer zu unterstützen.